# Live in Cambridge
Live In Cambridge (también conocido por: Björk: I synavlia sto Cambridge) es un DVD - grabado en aspect ratio 1.33:1 - lanzado al mercado en noviembre de 2001 por la cantante y compositora islandesa Björk. Este DVD está formado por 14 canciones que fueron interpretadas en un concierto en Cambridge, Inglaterra que tuvo lugar el 2 de diciembre de 1998. Solo estará disponible en formato PAL.
El video fue grabado durante la gira Homogenic siendo uno de los últimas actuaciones de la gira. También aparecen David Barnard como director y Mark Bell y Icelandic String Octet como artista invitado.
El DVD se caracteriza por el reordenamiento de las canciones en postproducción, y por el corte de algunas de las canciones en el lanzamiento final - siendo estas; «Violently Happy», «5 Years», «I Go Humble», aunque todas las actuaciones salvo una «5 Years», están recogidas en otros DVD de Björk. La actuación de «The Anchor Song» también aparece en Homogenic Live.

## Lista de canciones
| Live in Cambridge |                              |          |  |
| N.º               | Título                       | Duración |  |
| 1.                | «Hunter»                     |          |  |
| 2.                | «Come to Me»                 |          |  |
| 3.                | «All Neon Like»              |          |  |
| 4.                | «You've Been Flirting Again» |          |  |
| 5.                | «Isobel»                     |          |  |
| 6.                | «Immature»                   |          |  |
| 7.                | «Play Dead»                  |          |  |
| 8.                | «Alarm Call»                 |          |  |
| 9.                | «Human Behaviour»            |          |  |
| 10.               | «Bachelorette»               |          |  |
| 11.               | «Hyper-Ballad»               |          |  |
| 12.               | «Pluto»                      |          |  |
| 13.               | «Jóga»                       |          |  |